# Kina Malpartida
Kina Malpartida Dyson, in arte Kina Malpartida (Lima, 25 marzo 1980), è una pugile peruviana, campionessa del mondo della World Boxing Association nella categoria dei superpiuma. Figura al quarto posto nella classifica mondiale della stessa categoria. Risiede a Long Beach, in California, ed ha un record di 15 vittorie e 3 sconfitte.